# Valongo
Valongo es una ciudad portuguesa del distrito de Oporto, Región estadística del Norte (NUTS II) y comunidad intermunicipal Gran Área Metropolitana de Oporto, con cerca de 18 700 habitantes.

## Geografía
Es sede de un pequeño municipio con 72,99 km² de área y 94 697 habitantes (2021), subdividido en cuatro freguesias. El municipio limita al norte con el municipio de Santo Tirso, al nordeste con Paços de Ferreira, al este con Paredes, al sudoeste con Gondomar y al oeste con Maia.
Otras importantes poblaciones del municipio son Ermesinde y de Alfena (Portugal), las dos freguesias y ciudades más pobladas del municipio.

## Historia
El municipio se creó el año 1836, por disolución del municipio de Maia, después de haber sido transferida a la Cámara Municipal, que estaba en Alfena (Portugal) (más concretamente en Codiceira - centro de la ciudad de Alfena).

## Demografía
| Gráfica de evolución demográfica de Valongo entre 1864 y 2021 |
|                                                               |
| Datos según el nomenclátor publicado por el INE portugués.    |

## Organización territorial
El municipio de Valongo está formado por cuatro freguesias:
- Alfena
- Campo e Sobrado
- Ermesinde
- Valongo